# Alicia Rhett
Mary Alicia Rhett (Savannah, 1 de fevereiro de 1915 — Charleston, 3 de janeiro de 2014) foi uma pintora e atriz estadunidense. No cinema, é mais lembrada pela atuação no clássico E o vento levou ("Gone with the Wind", 1939), onde interpretou India Wilkes, que era a rival da heroína Scarlett O'Hara (Vivien Leigh). Apesar de relativamente pequeno, o papel de India Wilkes possui relevância na trama, e isso garantiu a Rhett o momento onde, como atriz, se fez notar no cinema.

## Biografia
Mary Alicia Rhett nasceu em 1 de fevereiro de 1915 na cidade de Savannah, estado da Georgia, ao sul dos Estados Unidos. Sua mãe era Isobel Murdoch, uma imigrante de Liverpool, Inglaterra, e seu pai era Edmund M. Rhett, um oficial do exército oriundo de uma tradicional família sulista americana. Após a morte do seu pai durante Primeira Guerra Mundial, Alicia e sua mãe mudaram-se  para a cidade de Charleston, no estado da Carolina do Sul, e ela passou a trabalhar como atriz no teatro local.

### "Gone with the Wind" /...E o vento levou
Por seu desempenho na peça inspirada na obra de Oscar Wilde Lady Windermere's Fan, em 1936, Alicia Rhett foi encaminhada pelo diretor de Hollywood George Cukor, admirado por seu encanto e beleza. O diretor indicou-a para o papel de Scarlett O'Hara em E o vento levou ("Gone with the Wind", que seria lançado em 1939), após o produtor David O. Selznick ter comprado os direitos a Margaret Mitchell, autora do romance. Embora tenha sido uma dentre as centenas de moças sulistas testadas para o papel, isto em nada resultou para Rhett; a escolhida acabaria sendo uma inglesa então novata no cinema americano, Vivien Leigh. Tendo feito teste também para o papel de Melanie Hamilton, o que também não a tornou vitoriosa - Olivia de Havilland foi quem ficou com o papel -, Rhett foi proposta em março de 1937 por George Cukor para interpretar o papel de India Wilkes, como uma espécia de prêmio de consolação. Mesmo um papel menor, a personagem tinha a sua importância na trama: ela era a irmã do distinto cavalheiro Ashley Wilkes, interpretado por Leslie Howard, além de prima da amável Melanie Hamilton (De Havilland) e uma das garotas que tinham inveja do charme da personagem principal, Scarlett O'Hara (Leigh), e do sucesso que esta fazia com os rapazes, tornando-se rival de O'Hara quando a mesma rouba-lhe o noivo.
Alguns fatos curiosos em relação a participação de Alicia Rhett em ...E o vento levou tem a ver com o protagonista do longa, Rhett Butler, interpretado por Clark Gable - já que o primeiro nome do personagem é o mesmo que o nome de família da atriz. Um artigo publicado em 1939 citou um comunicado da Selznick International Pictures que dizia que o primeiro nome do protagonista fora escolhido pela própria autora do romance, Margaret Mitchell, porque "Desde os primórdios coloniais a família Rhett ocupou uma posição de destaque no sul em geral, e, mais particularmente, em Charleston e por todo o estado da Carolina do Sul." Outro fato curioso é que Rhett nascera no dia 1 de fevereiro, assim como Clark Gable (embora houvesse uma diferença de 14 anos entre os dois, pois Gable nascera em 1901 e Rhett em 1915).
Após o sucesso de E o vento levou, Rhett deixou Hollywood e retornou a Carolina do Sul. Decidiu deixar a carreira de atriz 1941, alegando uma falta de papéis apropriados. Mais tarde ela trabalharia como anunciadora de rádio na estação WTMA, em Charleston.
Anos mais tarde, ao falar sobre seus colegas de trabalho astros de ...E o vento levou, Rhett declarou:
| “ | Clark Gable era ótimo, sempre a tempo, sempre soube suas falas. Leslie Howard tinha um charme ardente. Vivien Leigh era deliciosa, trabalhava incansavelmente e era bonita tanto na tela como fora dela. Do mesmo jeito era Olivia de Havilland. | ” |

Ao lado de Olivia de Havilland, Mary Anderson e Mickey Kuhn, Alicia Rhett foi, até o dia de sua morte, um dos quatro nomes dos que foram creditados no filme que ainda estavam vivos. Destes, Rhett era a mais velha. Mickey Kuhn, nascido em 1932, é o mais novo.

### Alicia Rhett, pintora
Logo antes de aparecer em E o Vento Levou, Rhett tinha tornado-se também uma artista de esboço e pintora de retrato. Durante as filmagens de E o Vento Levou, fazia esboços e desenhos de atores companheiros. Rhett ilustrou também um número de livros, incluindo South Carolina Indians (1965) de autoria de Beth Causey e Leila Darby.

## Morte
Alicia Rhett faleceu de causas naturais na cidade de Charleston, estado da Carolina do Sul (onde viveu ao longo de quase toda a sua vida, desde a sua juventude), às 5 horas da tarde do dia 3 de janeiro de 2014, a menos de um mês de completar os seus 99 anos de idade.

## Filmografia
- Gone with the Wind - ... ...E o Vento Levou (1939), como India Wilkes.